# Albrechtice nad Vltavou
Albrechtice nad Vltavou település Csehországban, Píseki járásban. Albrechtice nad Vltavou Chrášťany, Paseky, Slabčice, Olešná, Kluky, Temešvár, Všemyslice, Dražíč és Hosty településekkel határos. Lakosainak száma 1011 fő (2024. január 1.).

## Népesség
A település lakosságának változását az alábbi diagram mutatja:
| Lakosok száma | 2601 | 2424 | 2342 | 1528 | 1079 | 831  | 851  | 921  | 930  | 1011 |
|               | 1869 | 1900 | 1921 | 1961 | 1980 | 2011 | 2016 | 2019 | 2021 | 2024 |